# Ebookers
ebookers est une agence de voyages en ligne présente dans 12 pays européens : Allemagne, Autriche, Belgique, Danemark, France, Finlande, Irlande, Pays-Bas, Royaume-Uni, Norvège, Suède et Suisse.
ebookers est la marque européenne du géant du voyage Orbitz Worldwide, dont le siège est situé à Chicago aux États-Unis. En 2015, Expedia fait l'acquisition du groupe Orbitz Worldwide et, par conséquent de ebookers.
Depuis la fermeture de son agence historique dans le quartier des Halles à Paris, ebookers opère uniquement sur Internet, via le site www.ebookers.fr, ainsi que sur un site mobile et des applications mobiles.
Le site ebookers est exploité par la société Vacationspot- Expedia, société de droit espagnol, au capital de 60.102 € dont le siège social est situé à Tenerife, Espagne.

## Produits
ebookers propose sur son site ebookers.fr des vols (aller simple, aller-retour ou multi-stops), des locations de voiture et environ 100 000 hôtels dans le monde. Il est également possible d'associer ces produits pour créer des "packages" sur mesure.

## Histoire
D'abord appelé Flightbookers, l'agence de voyages est fondée par Dinesh Dhamija au Royaume-Uni en 1983, plus de dix ans avant de prendre le virage Internet. C'est en 1996 que Flightbookers lance pour la première fois un site Internet de réservation de voyages.
En 1998, Flightbookers devient ebookers et cherche une expansion internationale. La marque arrive alors en France après le rachat de la Compagnie des Voyages, elle-même première agence à avoir proposé de la réservation aérienne en ligne en France.
ebookers ne vend alors que des billets d'avion et des locations de voiture et choisit en 2000 de diversifier son offre et de proposer en plus hôtels, week-ends et séjours.
En 2006, un grand changement s'opère alors qu'ebookers rejoint le groupe américain Orbitz Worldwide. L'agence européenne va alors bénéficier des développements et investissements du groupe. Par exemple, en 2010, au tout début de l'ère mobile dans le secteur du voyage, ebookers lance un site mobile. S'ensuivront plusieurs applications pour smartphones et tablettes.
À l'été 2014, ebookers adopte une nouvelle signature, "voyagez plus. profitez plus". L'entreprise lance au même moment son programme de fidélité Bonus+ permettant de cumuler des "Bonus+" sur le montant de chaque réservation.